# Pjotr Iwanowitsch Iwaschutin
Pjotr Iwanowitsch Iwaschutin (russisch Пётр Иванович Ивашутин; * 5. Septemberjul. / 18. September 1909greg. in Brest-Litowsk, Russisches Kaiserreich; † 4. Juni 2002 in Moskau, Russland) war ein General der Sowjetischen Streitkräfte.

## Leben
1930 trat er der KPdSU bei. Seit Juli 1931 wurde er in der Roten Armee nach der Mobilisierung der Partei eingezogen und 1933 zum Studium geschickt. Seit 1933 wurde er zum Piloten an einer Militärluftfahrtschule ausgebildet, seit 1935 war er Kommandeur der Besatzung eines schweren Bomber-TB-3 der 45. Luftfahrtbrigade im Moskauer Militärbezirk. Ab 1937 war er Kommandant eines schweren Bombers TB-3 der 107. Luftfahrtbrigade. In den Jahren 1937–1939 studierte er an der nach N. J. Schukowski benannten Luftakademie der Roten Armee. Seit Januar 1939 war er dann in der Spionageabwehr der Roten Armee tätig. 1940 arbeitete er in einer Sonderabteilung des NKWD. Während des Sowjetisch-Finnischen Krieges war er Leiter der Sonderabteilung des NKWD des 23. Schützenkorps im Leningrader Militärbezirk. Während des Vaterländischen Krieges war er von Mai bis Oktober 1941 stellvertretender Leiter der 3. NKWD-Division der Transkaukasusfront. Seit Dezember 1941 war er stellvertretender Leiter der Sonderabteilung des NKWD der Krimfront. Seit Juni 1942 in der gleichen Position bei der Nordkaukasusfront, seit September 1942 in der Schwarzmeer-Gruppe der Kräfte der Nordkaukasus-Front. Seit Januar 1943 war er Leiter der Abteilung für Spionageabteilung Smersch der 47. Armee. Von April bis Oktober 1943 war er Chef der Spionageabteilung Smersch an der Südwestfront. Er verhandelte mit Vertretern der rumänischen Regierung über den Ausstieg dieses Landes aus dem Krieg. Am 25. September 1944 wurde ihm der militärische Rang eines Generalleutnants verliehen. Seit Juli 1945 war er Leiter der Smersch bei in der südlichen Gruppe der westlichen Streitkräfte, die 1946 umbenannt wurde. 
Zwischen November 1947 und November 1949 war er Vorsitzender der Hauptverwaltung für Spionageabwehr SMERSch des Volkskommissariats für Verteidigung der UdSSR bei der Gruppe der Sowjetischen Streitkräfte in Deutschland. Von November 1949 bis Januar 1952 war er im Ministerium für Staatssicherheit (MGB) Leiter der Spionageabwehr im Militärbezirk Leningrad.
Iwaschutin war zwischen 1954 und 1963 Erster stellvertretender Vorsitzender des KGB und in dieser Zeit vom 5. bis zum 13. November 1961 kommissarischer Vorsitzender des KGB. Anschließend wurde der General bis 1985 Leiter der GRU. Gleichzeitig war er auch stellvertretender Generalstabschef der Sowjetischen Streitkräfte.

## Militärische Ränge
- KGB-Hauptmann (4. Februar 1939)
- KGB-Major (16. April 1942)
- KGB-Oberst (14. Februar 1943)
- Generalmajor (26. Mai 1943)
- Generalleutnant (25. September 1944)
- Generaloberst (18. Februar 1958)
- Armeegeneral (23. Februar 1971)

## Ehrungen und Auszeichnungen
Iwaschutin erhielt zahlreiche Ehrungen, darunter:
- Held der Sowjetunion (1985)
- Leninorden (1944, 1978, 1985)
- Orden der Oktoberrevolution (1974)
- Rotbannerorden (1944, 1952, 1964, 1967, 1980)
- Kutusoworden II. Klasse (1945, 1981)
- Bogdan-Chmelnizki-Orden Erster Klasse (1945)
- Orden des Vaterländischen Krieges I. Klasse (1942, 1985)
- Orden des Roten Banners der Arbeit (1959)
- Orden des Roten Sterns (1940, 1943, 1946)
- Kampforden „Für Verdienste um Volk und Vaterland“ in Bronze, Staatsauszeichnung der DDR